# NK Hajduk Marijanci
NK Hajduk je nogometni klub iz Marijanaca, nedaleko Donjeg Miholjca u Osječko-baranjskoj županiji. 
NK Hajduk je član Nogometnog središta D. Miholjac te Županijskog nogometnog saveza Osječko-baranjske županije.
U klubu treniraju tri kategorije: pioniri i seniori. Pioniri se natječu u Ligi mladeži – pioniri pri NS Donji Miholjac, a seniori u 1. ŽNL Osječko-baranjskoj.
Klub je osnovan 1928., a igralište se nalazi na zapadnom ulazu u selo.

## Uspjesi kluba
- 2006./07. i 2018./19.  prvaci 2. ŽNL NS Valpovo – D. Miholjac

## Vanjska poveznica
- Općina Marijanci, službene stranice